# Onobrychis paucidentata
Onobrychis paucidentata là một loài thực vật có hoa trong họ Đậu. Loài này được Pomel miêu tả khoa học đầu tiên.